# Keiichiro Nagashima
Keiichiro Nagashima (長島 圭一郎?, Nagashima Keiichirō; Ikeda, 20 aprile 1982) è un pattinatore di velocità su ghiaccio giapponese.

## Palmarès

### Olimpiadi
- Argento a Vancouver 2010 nei 500 metri.

### Mondiali
- Argento a Mosca 2009 nello sprint.
- Bronzo a Obihiro 2010 nello sprint.

### Giochi asiatici
- Bronzo a Astana/Almaty 2011 nei 500 metri.